# (5654) Terni
(5654) Terni es un asteroide perteneciente al cinturón de asteroides descubierto el 20 de mayo de 1993 por Antonio Vagnozzi desde el Observatorio Astronómico de Santa Lucia di Stroncone, Stroncone, Italia.

## Designación y nombre
Designado provisionalmente como 1993 KG. Fue nombrado Terni en homenaje a la ciudad ubicada en un anfiteatro natural, en la confluencia de los ríos Serra y Nera. Fundada en el año 672 d. C., la ciudad (antiguo nombre Interamna) ha sido famosa por las cercanas cataratas de Marmore y ahora es un importante centro industrial.

## Características orbitales
Terni está situado a una distancia media del Sol de 2,776 ua, pudiendo alejarse hasta 3,333 ua y acercarse hasta 2,219 ua. Su excentricidad es 0,200 y la inclinación orbital 8,818 grados. Emplea 1689,78 días en completar una órbita alrededor del Sol.

## Características físicas
La magnitud absoluta de Terni es 12,6. Tiene 18,72 km de diámetro y su albedo se estima en 0,055. 